# Отроковице
Отроковице (чеш. Otrokovice) су град у Чешкој Републици, у оквиру историјске покрајине Моравске. Отроковице су шести по величини град управне јединице Злински крај, у оквиру којег су округа Злин.
На простору Отроковица су управо смештена највећа постројења и фабричке хале познате индустрије обуће "Бата".

## Географија
Отроковице се налазе у крајње југоисточном делу Чешке републике. Град је удаљен од 290 км источно од главног града Прага, а од првог већег града, Брна, 85 км источно. Град је удаљен свега 10 km западно од средишта краја, града Злина, па се Отроковице могу сматрати његовим индустријским предграђем.
Град Отроковице су смештене на реци Морави у области источне Моравске (тзв. "Словачка Моравска"). На датом месту налази ушће мање реке Древнице у већу Мораву. Надморска висина града је око 190 м. Положај средишта града у пространој долини реке, која дели град на два дела. Источно од града издижу се Бели Карпати.

## Историја
Подручје Отроковица било је насељено још у доба праисторије. Насеље под данашњим називом први пут се у писаним документима спомиње 1141. године. Вековима је насеље било село, а његови становници су били махом Чеси.
Године 1919. Отроковицев су постале део новоосноване Чехословачке. Између два светска рата изграђен је био комплекс фабрике "Бата", а уз њега и насеље за раднике. У време комунизма град је нагло индустријализован и проширен. 1964. године године Отроковице добијају градска права. После осамостаљења Чешке дошло је до опадања активности тешке индустрије и до проблема са преструктурирањем привреде.

## Становништво
Отроковице данас имају око 19.000 становника и последњих година број становника у граду лагано опада. Поред Чеха у граду живе и Словаци и Роми. Један део месног становништва себе поима Моравцима.

## Партнерски градови
- Дубњица на Ваху

## Галерија
- Устава на Морави код Отроковица
- Градски хотел
- Градска железничка станица
- Споменик Томашу Батји у Отроковицама